# Петрович Дмитро Леонідович
Дмитро Леонідович Петрович (біл. Дзмітрый Леанідавіч Пятровіч, рос. Дмитрий Леонидович Петрович, 29 квітня 1971, Заславль, БРСР — 24 листопада 2020) — білоруський поет, прозаїк, публіцист, перекладач, композитор.
Член Союзу письменників Білорусі (2010). Магістр філологічних наук (2011).

## Біографія

### Освіта
Після 9 класу (ЗОШ № 73 м. Мінська) вступив у Мінське педучилище № 2, яку закінчив у 1991 році. В кінці 4 курсу брав участь у Республіканській олімпіаді з музики (у рамках Республіканського конкурсу педагогічної майстерності), де зайняв 1 місце, завдяки чому став студентом музично-педагогічного факультету Мінського державного педагогічного інституту імені М. Горького автоматично, без іспитів.
У 1996 році успішно закінчив музично-педагогічний факультет, а в 2009-му (вступив одразу на 2 курс у 2005 році). — факультет білоруської філології і культури Білоруського державного педагогічного університету імені Максима Танка. У 2009—2011 роках навчався в магістратурі, після закінчення якої захистив магістерську дисертацію за темою «Оказіональні слова в білоруській поезії кінця ХХ — початку ХХІ ст.» і отримав ступінь магістра філологічних наук.

### Трудова діяльність
Після закінчення в 1996 році БДПУ імені М. Танка багато років учителював. У 2010—2015 рр. — провідний стилістичний редактор газети «Звязда». З 2015 року працював провідним редактором у видавництві «Мастацкая літаратура».
Член Союзу письменників Білорусі (з 2010 року) та Спілки письменників Союзної держави (з 2018 року). Член Білоруської спілки музичних діячів (з 2019 року).
24 листопада 2020 року помер в один день з матір'ю від наслідків коронавірусної інфекції.

## Творчість
Почав писати вірші і прозу з 1985 року, а музику (перша пісня — «Вишня», на вірш М. Ісаковського) — на рік раніше. Нотну грамоту вивчив самостійно. Публікуватися почав значно пізніше. У 2005 році газеті «Настаўнік» опублікував вірш «Гукаў начных слізгаценне…» і есе «Горад майго сэрца» в «Краязнаўчай газеце». Художні твори Д. Петровича (вірші, оповідання, повісті, есе), а також публіцистичні статті друкувалися у тижневику «Літаратура і мастацтва», журналах «Полымя», «Маладосць», «Белая Вежа», «Роднае слова», «Бярозка», газетах «Звязда», «Мінская праўда», «Краязнаўча газета», колективних збірниках, інших виданнях. Його вірші перекладалися на російську мову.
Останнім часом активно виступав як перекладач з російської та німецької мов віршів російських і німецьких класиків (Генріх Гейне, Йоганн Гете, Михайло Лермонтов, Іван Бунін, Микола Некрасов, Федір Тютчев, Сергій Єсенін, Олександр Блок, Анна Ахматова, Марина Цвєтаєва, Осип Мандельштам, Володимир Висоцький та ін), а також білоруських поетів. Переклади Д. Петровича публікувалися в журналі «Белая Вежа», газетах «Звязда» і «Рэспубліка», книзі В. Паликаніної «Под небом нераздельным».
Дмитро Петрович — автор понад 100 пісень на слова таких поетів, як Янка Купала, Максим Богданович, Олександр Блок, Володимир Короткевич, Ригор Бородулін, Євгенія Янищиц, Алесь Письмянков, Раїса Боровикова, Михайло Башлаков, Микола Шабович, Наум Гальперович, Алесь Бодак, Віктор Шнип, Анатолій Зеков, Т. Трофімова, Микола Пригодич, С. Володін та інші (в тому числі на власні вірші). Його пісні виконує Національний академічний народний хор імені Цитовича та ін. Пісні Д. Петровича часто звучать на творчих вечорах сучасних поетів, на святі поезії в Вязинці, на різних фестивалях.

## Нагороди та премії
- 2013 — Республіканська літературна премія «Золотий Купідон» (2-е місце на конкурсі «Найкращий твір 2012 року») за книгу прози «Белая Жанчына» (вид. «Чатыры чвэрці»)[4][7][8].
- 2017 — Почесна грамота Міністерства інформації Республіки Білорусь «за значний особистий внесок у розвиток національного книговидання».
- 2019 — переможець Національної літературної премії за поетичну збірку «Світ одвічної пісні»[1].

### Книги
- «Белая квецень кахання» (вид. «Логвінаў[be]», 2010 р.) — книга поезії.
- «Белая жанчына» (вид. «Чатыры чвэрці», 2012 р.). — повісті, оповідання, есе (1-е видання);
- «Белая жанчына» (вид. «Чатыры чвэрці», 2013 р.) — повісті, оповідання, есе (2-е, доповнене видання);
- «Адзіноты пажоўклыя дні» (РВУ «Выдавецкі дом «Звязда»», 2014 р.) — книга поезії.
- «Анёлы» (вид. «Мастацкая літаратура», 2015 р.) — повісті, оповідання, есе. У 2016 році книга була висунута на премію Гедройця[9]
- «Святло адвечнай песні» (вид. «Колорград», 2018 р.) — книга поезії[10]. У 2019 р. книга була висунута на Національну літературну премію.
- «Дзіцячы атлас Беларусі. Легенды і паданні» (вид. «Мастацкая літаратура»,, 2018 р.) — науково-популярне видання для школярів молодших класів[11].

### Статті
- Пятровіч, Д. Л. «Аказіянальныя прыметнікі ў паэзіі Міколы Шабовіча» // Сёмыя Танкаўскія чытанні. Да 95-годдзя БДПУ імя М.Танка. — Мінск: БДПУ, 2010. — С. 217—218.